# Nkawie
Nkawie – miasto i stolica dystryktu Atwima Nwabiagya w regionie Ashanti w Ghanie; siedziba zamożnych biznesmenów.
Wokół miasta znajduje się kilka mniejszych miasteczek, tworzących razem kompleksy miejskie Nkawie-Kuma, Nkawie-Toase, Nkawie-Panin.
W mieście znajduje się szpital państwowy, straż pożarna, technikum i wiele innych instytucji rządowych jak sąd, urzędy oświaty i urząd ubezpieczeń zdrowotnych.